# Marc Loth
Marcel Alexander (Marc) Loth (Sittard, 1956) is een Nederlands jurist.
Loth studeerde rechten aan de Katholieke Universiteit Nijmegen, waarna hij werkzaam was aan de Katholieke Hogeschool Tilburg en de Universiteit Leiden. Aan die laatste universiteit promoveerde hij op 6 oktober 1988 bij Hans Nieuwenhuis op Handeling en aansprakelijkheid in het recht. 
Na zijn promotie werd hij rechter bij de Rechtbank Den Haag en bij het Gerecht in Eerste Aanleg van de Nederlandse Antillen. In 1997 werd hij benoemd tot hoogleraar aan de Erasmus Universiteit Rotterdam, met als leeropdracht Inleiding tot de Rechtswetenschap en Rechtstheorie. Van 2004 tot 2009 was hij decaan van de Rotterdamse rechtenfaculteit. 
Op 23 september 2008 werd Loth aanbevolen voor benoeming in de Hoge Raad der Nederlanden, in verband met een tijdelijke vermindering van het werk van een andere raadsheer; de benoeming ging in per 1 februari 2009. Als decaan werd hij opgevolgd door Maarten Kroeze. 
Op 1 januari 2014 verliet Loth de Hoge Raad en werd hij hoogleraar privaatrecht aan de Tilburg University; zijn plaats in de Hoge Raad werd opgevuld door Tanja Tanja-van den Broek. Hij publiceert onder meer over juridische methodologie en de rol van de rechter.